# Marktl
Marktl er en by og kommune med 2.700 indbyggere i amtskommunen Altötting (delstat Bayern) i Tyskland.
Marktl er dialektalt og kommer fra marked (tysk markt). Kommunen hedder på tysk også "Marktgemeinde Marktl" eller kort "Markt Marktl", som henviser til et historisk handelsret. Marktl er beliggende ved floden Inn og tæt ved grænsen til Østrig. Næststørre byer er Salzburg på østrigsk side, Passau i øst og München i vest.
Siden 19. april 2005 er Marktl verdensberømt for sin søn pave Benedikt 16.. Han blev født 1927 i Marktl som Joseph Ratzinger. Men her boede han kun de første to år, før familien flyttede 1929 til Tittmoning, 1932 til Aschau am Inn og 1937 til Traunstein. Alligevel betragter folket af Marktl den 19. april 2005 som historisk dag, og borgermesteren Hubert Gschwendtner (SPD) arrangerede gratis øl for alle denne aften.